# Alireza Etemad
Alireza Etemad, född 12 december 1976, är en svensk civilingenjör och näringslivsman.

## Biografi
Etemad studerade civilingenjörsprogrammet i industriell ekonomi vid Linköpings universitet och tog sedan en masterexamen vid Institut National des Télécommunications i Paris (nu Télécom SudParis).. 
År 2006 började Etemad på Skandinaviska Enskilda Banken (SEB) år 2006, där han senare fick ansvar för internationell finansrådgivning.. År 2015 började han på IK Investment Partners som chef för Stockholmskontoret.
Etemad innehar styrelseposter i flera företag, bland annat som styrelseordförande i Netel (noterad på Stockholmsbörsen) och bilförsäljaren Carla. Han är även ordförande i det familjeägda investmentbolaget Etemad Group AB, samt styrelseledamot i bland annat Wictor Family Office AB, Marconi LLC, Ahum AB och Worldish AB.
Etemad deltar i mentorsprogram och arbetar för att stödja unga ledare inom finans och näringsliv. Han är också medlem i nomineringskommittén för utmärkelsen "Årets Nybyggare," som uppmärksammar entreprenörer med utländsk bakgrund i Sverige.